# Giōrgos Karagkounīs
Giōrgos Karagkounīs (in greco Γιώργος Καραγκούνης?, traslitterato anche Giorgos Karagounis; Pyrgos, 6 marzo 1977) è un dirigente sportivo, allenatore di calcio ed ex calciatore greco, di ruolo centrocampista, campione d'Europa con la nazionale greca nel 2004.
Detiene il primato di presenze nella nazionale greca con 139 partite disputate.

## Caratteristiche tecniche
Di ruolo centrocampista, era un buon tiratore dalla distanza. Bravo in dribbling, si distingueva anche per i passaggi lunghi che effettuava.

## Carriera

### Giocatore

#### Club

##### Panathinaikos
Inizia nelle giovanili del Panathīnaïkos, ed in seguito debutta in prima squadra nella stagione 1995-1996 vincendo il campionato greco e la Supercoppa di Grecia contro l'AEK Atene.

##### Apollon Smyrnis
Successivamente viene girato in prestito al Apollon Smyrnis nel campionato 1996-1997, in cui segna 2 gol in 31 partite; rimane nel club di Atene anche l'anno seguente segnando 7 gol in 24 presenze.

##### Il ritorno al Panathinaikos
Tornato al Panathīnaïkos, resta in squadra per cinque anni, fino all'estate del 2003, mettendo a segno complessivamente 25 gol. Qui gioca insieme a giocatori importanti come Paulo Sousa, Antōnīs Nikopolidīs, Aggelos Mpasinas. Gioca nelle coppe europee eliminando la Juventus nella stagione 2000-2001, imponendosi per 3-1 allo Stadio Olimpico di Atene. Dopo questa prova Karagounis segna un gol a Fabien Barthez su punizione riportando in parità il Panathīnaïkos fuori casa contro il Manchester United. In seguito, allo Stadio Apostolos Nikolaidis, segna una rete di testa contro l'Arsenal e porta la sua squadra ai quarti di finale della Champions League.

##### Inter
Nell'estate 2003 viene acquistato dall'Inter: nelle due stagioni in nerazzurro, il greco trova poco spazio giocando 21 partite in due campionati senza mai segnare. Al termine della stagione 2004-2005 vince il suo unico trofeo in Italia, la coppa nazionale dopo la finale contro la Roma del connazionale Traïanos Dellas.

##### Benfica
Nel 2005 firma un contratto di tre anni con il Benfica, formazione portoghese dove rimane fino alla stagione 2006-2007. Come allenatore ritrova Fernando Santos, che lo allenò già al Panathīnaïkos Nella squadra lusitana milita per due anni giocando anche in Champions League. Qui ritrova il suo connazionale Kōstas Katsouranīs, anch'egli Campione d'Europa in Portogallo 2004, ed insieme portano il Benfica al terzo posto nel campionato portoghese.

##### Ancora al Panathinaikos
Nell'estate 2007 Karagounis ritorna di nuovo al Panathīnaïkos, il club che lo ha lanciato, dove ritrova, tra gli altri, Giannīs Gkoumas, Panagiōtīs Fyssas, Kōstas Katsouranīs e Geōrgios Seïtaridīs, suoi ex compagni di Nazionale con cui ha vinto l'Europeo 2004. Karagounis diventa titolare e capitano dei leoni verdi. In Champions League segna un gol nella stagione 2008-2009, nella partita vinta per 3-0 in casa del Werder Brema. Sempre in Champions League, il 27 novembre 2008 vince con la sua squadra a San Siro contro l'Inter. La stagione successiva guida i leoni verdi agli ottavi di finale a spese della Roma (3-2 allo Stadio Olimpico di Atene e poi 2-3 allo stadio Olimpico di Roma). Nel 2010 vince il campionato greco conquista anche la Coppa di Grecia contro l'Aris Salonicco allenata dall'ex interista Héctor Cúper. Nell'estate 2012, dopo aver disputato il campionato europeo con la Nazionale greca, il Panathinaikos decide di non rinnovargli il contratto a causa di problemi economici che attraversano il club ateniese. Alcuni club in Grecia mostrano interesse per Karagounis come l'OFI di Creta ma il giocatore esprime il desiderio di rimanere legato alla squadra del Panathinaikos e decide di non firmare per un'altra squadra greca.

##### Fulham
L'11 settembre 2012 firma un contratto annuale con il Fulham. Dopo aver esordito il 29 settembre contro il Manchester City, gioca la sua prima partita da titolare il 17 novembre contro il Sunderland. Il 5 gennaio 2013 segna la sua prima rete ufficiale col club al minuto 80 della partita del terzo turno di FA Cup disputata contro il Blackpool. Una settimana dopo segna anche la sua prima rete ufficiale nella Premier League contro il Wigan. Diventa una colonna per la squadra inglese ritagliandosi un posto da titolare e a marzo 2013 ha già totalizzato 16 presenze in Premier League. Dopo la retrocessione della squadra londinese in Championship, il greco decide di non prolungare il proprio contratto, e rimane quindi svincolato.

#### Nazionale

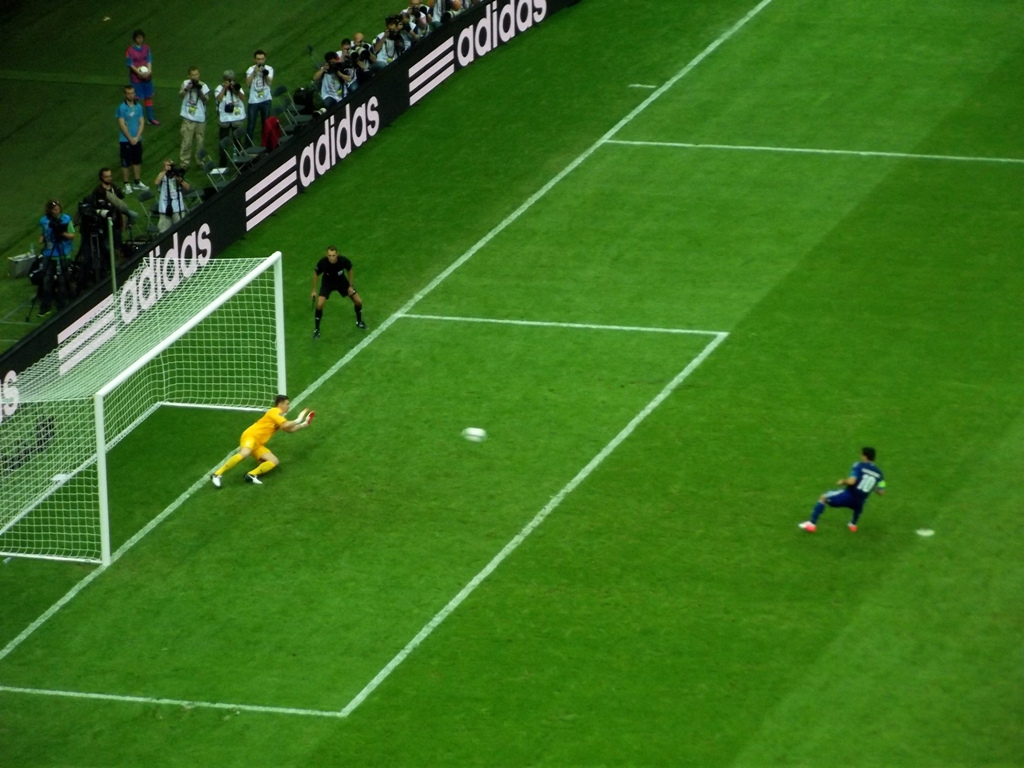
Il rigore di Karagounis, parato dal portiere della Tytoń, nella gara inaugurale di Euro 2012.

Karagounis ha esordito in nazionale nel 1999, in una partita amichevole contro El Salvador. Agli Europei del 2004 ha segnato il primo gol della Grecia, nella partita vinta 1-2 contro il Portogallo. Al termine del torneo si è laureato Campione d'Europa, dopo la finale vinta per 1-0 sempre contro i lusitani. Nel 2005 ha partecipato alla Confederations Cup tenutasi in Germania, dove la sua squadra è stata eliminata al primo turno.
Dopo la mancata qualificazione al campionato del mondo 2006, ha partecipato all'Europeo 2008 in cui gli ellenici campioni in carica sono usciti al primo turno. Durante le qualificazioni al campionato del mondo 2010 ha indossato per la prima volta la fascia di capitano: nella rassegna iridata è sceso in campo in tutte le tre partite della fase a gironi, compresa quella vinta per 2-1 contro la Nigeria che ha rappresentato la prima vittoria della squadra ellenica ad un Mondiale.
L'8 ottobre 2010, scendendo in campo nella partita Grecia-Lettonia ha disputato la sua centesima partita in nazionale (raggiungendo Aggelos Mpasinas, suo compagno di squadra all'Europeo 2004): il 12 ottobre nella gara contro l'Israele gioca il suo 101º incontro e segna il suo settimo gol, che permette alla Grecia di vincere per 1-0. Nel giugno 2012 ha partecipato al terzo Europeo consecutivo: l'8 giugno fallisce un calcio di rigore nella gara pareggiata 1-1 contro la Polonia mentre nella partita contro la Russia realizza la rete che vale la vittoria dei greci e la qualificazione ai quarti di finale. In questa partita, inoltre, raggiunge le 120 presenze eguagliando il record di Theodōros Zagorakīs.
Nell'ottobre dello stesso anno supera il primato di Zagorakis, scendendo in campo nella partita Grecia-Bosnia e raggiungendo quota 121 presenze. A novembre del 2013, in occasione della partita di qualificazione al Mondiale 2014 contro la Romania, Giorgios Karagounis raggiunge le 131 presenze nella nazionale greca.
Al termine del campionato mondiale svoltosi in Brasile, che vede la Grecia uscire agli ottavi di finale contro la Costa Rica, annuncia, all'età di 37 anni, l'addio alla nazionale dopo aver totalizzato 139 presenze con 10 gol segnati. È il primo giocatore greco ad aver partecipato e tre campionati europei (2004, 2008, 2012) e due mondiali consecutivi (2010 e 2014).

### Allenatore
Il 26 settembre 2014 entra nello staff tecnico della nazionale ellenica, guidata da Claudio Ranieri, ricoprendo l'incarico di assistente.

## Statistiche

### Presenze e reti nei club
Statistiche aggiornate al 19 aprile 2014.
| Stagione              | Squadra               | Campionato            | Campionato | Campionato | Coppe nazionali | Coppe nazionali | Coppe nazionali | Coppe continentali | Coppe continentali | Coppe continentali | Altre coppe | Altre coppe | Altre coppe | Totale | Totale |
| Stagione              | Squadra               | Comp                  | Pres       | Reti       | Comp            | Pres            | Reti            | Comp               | Pres               | Reti               | Comp        | Pres        | Reti        | Pres   | Reti   |
| --------------------- | --------------------- | --------------------- | ---------- | ---------- | --------------- | --------------- | --------------- | ------------------ | ------------------ | ------------------ | ----------- | ----------- | ----------- | ------ | ------ |
| 1995-1996             | Panathīnaïkos         | AE                    | 1          | 0          | CG              | 0               | 0               | UCL                | -                  | -                  | -           | -           | -           | 1      | 0      |
| 1996-1997             | Apollōn Smyrnīs       | AE                    | 31         | 2          | CG              | 2               | 0               | -                  | -                  | -                  | -           | -           | -           | 33     | 2      |
| 1997-1998             | Apollōn Smyrnīs       | AE                    | 24         | 7          | CG              | 2               | 0               | -                  | -                  | -                  | -           | -           | -           | 26     | 7      |
| Totale Apollon Smyrna | Totale Apollon Smyrna | Totale Apollon Smyrna | 55         | 9          |                 | 4               | 0               |                    | -                  | -                  |             | -           | -           | 55     | 9      |
| 1998-1999             | Panathīnaïkos         | AE                    | 24         | 6          | CG              | 5               | 1               | UCL                | 0                  | 0                  | -           | -           | -           | 29     | 7      |
| 1999-2000             | Panathīnaïkos         | AE                    | 27         | 9          | CG              | 4               | 2               | CU                 | 5                  | 0                  | -           | -           | -           | 36     | 11     |
| 2000-2001             | Panathīnaïkos         | AE                    | 23         | 4          | CG              | 5               | 2               | UCL                | 14                 | 1                  | -           | -           | -           | 42     | 7      |
| 2001-2002             | Panathīnaïkos         | AE                    | 21         | 3          | CG              | 5               | 0               | UCL                | 15                 | 3                  | -           | -           | -           | 41     | 6      |
| 2002-2003             | Panathīnaïkos         | AE                    | 23         | 3          | CG              | 3               | 0               | CU                 | 10                 | 0                  | -           | -           | -           | 36     | 3      |
| 2003-2004             | Inter                 | A                     | 9          | 0          | CI              | 3               | 0               | UCL+CU             | 1+3                | 0                  | -           | -           | -           | 16     | 0      |
| 2004-2005             | Inter                 | A                     | 12         | 0          | CI              | 5               | 0               | UCL                | 3                  | 0                  | -           | -           | -           | 20     | 0      |
| Totale Inter          | Totale Inter          | Totale Inter          | 21         | 0          |                 | 8               | 0               |                    | 7                  | 0                  |             | -           | -           | 36     | 0      |
| 2005-2006             | Benfica               | PL                    | 19         | 1          | CP              | 4               | 0               | UCL                | 7                  | 0                  | SP          | 0           | 0           | 30     | 1      |
| 2006-2007             | Benfica               | PL                    | 26         | 2          | CP              | 2               | 0               | UCL+CU             | 3+6                | 0                  | -           | -           | -           | 37     | 2      |
| Totale Benfica        | Totale Benfica        | Totale Benfica        | 45         | 3          |                 | 6               | 0               |                    | 16                 | 0                  |             | 0           | 0           | 67     | 3      |
| 2007-2008             | Panathīnaïkos         | SL                    | 27+5       | 2+4        | CG              | 2               | 0               | CU                 | 6                  | 0                  | -           | -           | -           | 40     | 6      |
| 2008-2009             | Panathīnaïkos         | SL                    | 18+6       | 3+4        | CG              | 1               | 0               | UCL                | 10                 | 3                  | -           | -           | -           | 35     | 10     |
| 2009-2010             | Panathīnaïkos         | SL                    | 24         | 2          | CG              | 5               | 0               | UCL+UEL            | 3+9                | 0+1                | -           | -           | -           | 41     | 3      |
| 2010-2011             | Panathīnaïkos         | SL                    | 23+5       | 0          | CG              | 2               | 0               | UCL                | 4                  | 0                  | -           | -           | -           | 34     | 0      |
| 2011-2012             | Panathīnaïkos         | SL                    | 19+6       | 1          | CG              | 2               | 0               | UCL+UEL            | 2+1                | 0                  | -           | -           | -           | 30     | 1      |
| Totale Panathinaikos  | Totale Panathinaikos  | Totale Panathinaikos  | 230+22     | 33+8       |                 | 34              | 5               |                    | 77                 | 8                  |             | 0           | 0           | 363    | 54     |
| 2012-2013             | Fulham                | PL                    | 25         | 1          | FACup+CdL       | 3+0             | 1               | -                  | -                  | -                  | -           | -           | -           | 28     | 2      |
| 2013-2014             | Fulham                | PL                    | 14         | 0          | FACup+CdL       | 2+3             | 0+1             | -                  | -                  | -                  | -           | -           | -           | 19     | 1      |
| Totale Fulham         | Totale Fulham         | Totale Fulham         | 39         | 1          |                 | 8               | 2               |                    | -                  | -                  |             | -           | -           | 47     | 3      |
| Totale carriera       | Totale carriera       | Totale carriera       | 412        | 54         |                 | 60              | 7               |                    | 102                | 8                  |             | 0           | 0           | 574    | 69     |

### Cronologia presenze e reti in nazionale
| Cronologia completa delle presenze e delle reti in nazionale ― Grecia | Cronologia completa delle presenze e delle reti in nazionale ― Grecia | Cronologia completa delle presenze e delle reti in nazionale ― Grecia | Cronologia completa delle presenze e delle reti in nazionale ― Grecia | Cronologia completa delle presenze e delle reti in nazionale ― Grecia | Cronologia completa delle presenze e delle reti in nazionale ― Grecia | Cronologia completa delle presenze e delle reti in nazionale ― Grecia | Cronologia completa delle presenze e delle reti in nazionale ― Grecia |
| Data                                                                  | Città                                                                 | In casa                                                               | Risultato                                                             | Ospiti                                                                | Competizione                                                          | Reti                                                                  | Note                                                                  |
| --------------------------------------------------------------------- | --------------------------------------------------------------------- | --------------------------------------------------------------------- | --------------------------------------------------------------------- | --------------------------------------------------------------------- | --------------------------------------------------------------------- | --------------------------------------------------------------------- | --------------------------------------------------------------------- |
| 20-8-1999                                                             | Kavala                                                                | Grecia                                                                | 3 – 0                                                                 | El Salvador                                                           | Amichevole                                                            | -                                                                     |                                                                       |
| 16-8-2000                                                             | San Gallo                                                             | Svizzera                                                              | 2 – 2                                                                 | Grecia                                                                | Amichevole                                                            | -                                                                     |                                                                       |
| 7-10-2000                                                             | Atene                                                                 | Grecia                                                                | 1 – 0                                                                 | Finlandia                                                             | Qual. Mondiali 2002                                                   | -                                                                     |                                                                       |
| 11-10-2000                                                            | Tirana                                                                | Albania                                                               | 2 – 0                                                                 | Grecia                                                                | Qual. Mondiali 2002                                                   | -                                                                     |                                                                       |
| 15-11-2000                                                            | Rodi                                                                  | Grecia                                                                | 0 – 2                                                                 | Slovacchia                                                            | Amichevole                                                            | -                                                                     |                                                                       |
| 13-12-2000                                                            | Xanthi                                                                | Grecia                                                                | 1 – 1                                                                 | Jugoslavia                                                            | Amichevole                                                            | -                                                                     |                                                                       |
| 28-3-2001                                                             | Atene                                                                 | Grecia                                                                | 2 – 4                                                                 | Germania                                                              | Qual. Mondiali 2002                                                   | -                                                                     |                                                                       |
| 25-4-2001                                                             | Varaždin                                                              | Croazia                                                               | 2 – 2                                                                 | Grecia                                                                | Amichevole                                                            | -                                                                     |                                                                       |
| 2-6-2001                                                              | Candia                                                                | Grecia                                                                | 1 – 0                                                                 | Albania                                                               | Qual. Mondiali 2002                                                   | -                                                                     |                                                                       |
| 6-6-2001                                                              | Atene                                                                 | Grecia                                                                | 0 – 2                                                                 | Inghilterra                                                           | Qual. Mondiali 2002                                                   | -                                                                     |                                                                       |
| 15-8-2001                                                             | Mosca                                                                 | Russia                                                                | 0 – 0                                                                 | Grecia                                                                | Amichevole                                                            | -                                                                     |                                                                       |
| 5-9-2001                                                              | Helsinki                                                              | Finlandia                                                             | 5 – 1                                                                 | Grecia                                                                | Qual. Mondiali 2002                                                   | 1                                                                     |                                                                       |
| 6-10-2001                                                             | Manchester                                                            | Inghilterra                                                           | 2 – 2                                                                 | Grecia                                                                | Qual. Mondiali 2002                                                   | -                                                                     |                                                                       |
| 14-11-2001                                                            | Atene                                                                 | Grecia                                                                | 1 – 2                                                                 | Cipro                                                                 | Amichevole                                                            | -                                                                     |                                                                       |
| 13-2-2002                                                             | Salonicco                                                             | Grecia                                                                | 2 – 2                                                                 | Svezia                                                                | Amichevole                                                            | 1                                                                     |                                                                       |
| 27-3-2002                                                             | Patrasso                                                              | Grecia                                                                | 3 – 2                                                                 | Belgio                                                                | Amichevole                                                            | -                                                                     |                                                                       |
| 7-9-2002                                                              | Atene                                                                 | Grecia                                                                | 0 – 2                                                                 | Spagna                                                                | Qual. Euro 2004                                                       | -                                                                     |                                                                       |
| 12-10-2002                                                            | Kiev                                                                  | Ucraina                                                               | 2 – 0                                                                 | Grecia                                                                | Qual. Euro 2004                                                       | -                                                                     |                                                                       |
| 20-11-2002                                                            | Atene                                                                 | Grecia                                                                | 0 – 0                                                                 | Irlanda                                                               | Amichevole                                                            | -                                                                     |                                                                       |
| 29-1-2003                                                             | Larnaca                                                               | Cipro                                                                 | 1 – 2                                                                 | Grecia                                                                | Amichevole                                                            | -                                                                     |                                                                       |
| 26-3-2003                                                             | Graz                                                                  | Austria                                                               | 2 – 2                                                                 | Grecia                                                                | Amichevole                                                            | -                                                                     |                                                                       |
| 2-4-2003                                                              | Belfast                                                               | Irlanda del Nord                                                      | 0 – 2                                                                 | Grecia                                                                | Qual. Euro 2004                                                       | -                                                                     |                                                                       |
| 30-4-2003                                                             | Žilina                                                                | Slovacchia                                                            | 2 – 2                                                                 | Grecia                                                                | Amichevole                                                            | -                                                                     |                                                                       |
| 7-6-2003                                                              | Saragozza                                                             | Spagna                                                                | 0 – 1                                                                 | Grecia                                                                | Qual. Euro 2004                                                       | -                                                                     |                                                                       |
| 11-6-2003                                                             | Atene                                                                 | Grecia                                                                | 1 – 0                                                                 | Ucraina                                                               | Qual. Euro 2004                                                       | -                                                                     |                                                                       |
| 20-8-2003                                                             | Norrköping                                                            | Svezia                                                                | 1 – 2                                                                 | Grecia                                                                | Amichevole                                                            | -                                                                     |                                                                       |
| 6-9-2003                                                              | Erevan                                                                | Armenia                                                               | 0 – 1                                                                 | Grecia                                                                | Qual. Euro 2004                                                       | -                                                                     |                                                                       |
| 15-11-2003                                                            | Aveiro                                                                | Portogallo                                                            | 1 – 1                                                                 | Grecia                                                                | Amichevole                                                            | -                                                                     |                                                                       |
| 28-4-2004                                                             | Eindhoven                                                             | Paesi Bassi                                                           | 4 – 0                                                                 | Grecia                                                                | Amichevole                                                            | -                                                                     |                                                                       |
| 29-5-2004                                                             | Stettino                                                              | Polonia                                                               | 1 – 0                                                                 | Grecia                                                                | Amichevole                                                            | -                                                                     |                                                                       |
| 12-6-2004                                                             | Porto                                                                 | Portogallo                                                            | 1 – 2                                                                 | Grecia                                                                | Euro 2004 - 1º turno                                                  | 1                                                                     |                                                                       |
| 16-6-2004                                                             | Porto                                                                 | Grecia                                                                | 1 – 1                                                                 | Spagna                                                                | Euro 2004 - 1º turno                                                  | -                                                                     |                                                                       |
| 25-6-2004                                                             | Lisbona                                                               | Francia                                                               | 0 – 1                                                                 | Grecia                                                                | Euro 2004 - Quarti di finale                                          | -                                                                     |                                                                       |
| 1-7-2004                                                              | Porto                                                                 | Rep. Ceca                                                             | 0 – 1 dts                                                             | Grecia                                                                | Euro 2004 - Semifinale                                                | -                                                                     |                                                                       |
| 18-8-2004                                                             | Praga                                                                 | Rep. Ceca                                                             | 0 – 0                                                                 | Grecia                                                                | Amichevole                                                            | -                                                                     |                                                                       |
| 4-9-2004                                                              | Tirana                                                                | Albania                                                               | 2 – 1                                                                 | Grecia                                                                | Qual. Mondiali 2006                                                   | -                                                                     |                                                                       |
| 8-9-2004                                                              | Il Pireo                                                              | Grecia                                                                | 0 – 0                                                                 | Turchia                                                               | Qual. Mondiali 2006                                                   | -                                                                     |                                                                       |
| 9-10-2004                                                             | Kiev                                                                  | Ucraina                                                               | 1 – 1                                                                 | Grecia                                                                | Qual. Mondiali 2006                                                   | -                                                                     |                                                                       |
| 17-11-2004                                                            | Il Pireo                                                              | Grecia                                                                | 3 – 1                                                                 | Kazakistan                                                            | Qual. Mondiali 2006                                                   | -                                                                     |                                                                       |
| 9-2-2005                                                              | Il Pireo                                                              | Grecia                                                                | 2 – 1                                                                 | Danimarca                                                             | Qual. Mondiali 2006                                                   | -                                                                     |                                                                       |
| 26-3-2005                                                             | Tbilisi                                                               | Georgia                                                               | 1 – 3                                                                 | Grecia                                                                | Qual. Mondiali 2006                                                   | -                                                                     |                                                                       |
| 30-3-2005                                                             | Il Pireo                                                              | Grecia                                                                | 2 – 0                                                                 | Albania                                                               | Qual. Mondiali 2006                                                   | 1                                                                     |                                                                       |
| 4-6-2005                                                              | Istanbul                                                              | Turchia                                                               | 0 – 0                                                                 | Grecia                                                                | Qual. Mondiali 2006                                                   | -                                                                     |                                                                       |
| 8-6-2005                                                              | Il Pireo                                                              | Grecia                                                                | 0 – 1                                                                 | Ucraina                                                               | Qual. Mondiali 2006                                                   | -                                                                     |                                                                       |
| 16-6-2005                                                             | Lipsia                                                                | Brasile                                                               | 3 – 0                                                                 | Grecia                                                                | Conf. Cup 2005 - 1º turno                                             | -                                                                     |                                                                       |
| 19-6-2005                                                             | Francoforte sul Meno                                                  | Giappone                                                              | 1 – 0                                                                 | Grecia                                                                | Conf. Cup 2005 - 1º turno                                             | -                                                                     |                                                                       |
| 17-8-2005                                                             | Bruxelles                                                             | Belgio                                                                | 2 – 0                                                                 | Grecia                                                                | Amichevole                                                            | -                                                                     |                                                                       |
| 7-9-2005                                                              | Almaty                                                                | Kazakistan                                                            | 1 – 2                                                                 | Grecia                                                                | Qual. Mondiali 2006                                                   | -                                                                     |                                                                       |
| 8-10-2005                                                             | Copenaghen                                                            | Danimarca                                                             | 1 – 0                                                                 | Grecia                                                                | Qual. Mondiali 2006                                                   | -                                                                     |                                                                       |
| 25-1-2006                                                             | Riad                                                                  | Arabia Saudita                                                        | 1 – 1                                                                 | Grecia                                                                | LG Cup 2006 (Arabia Saudita)                                          | -                                                                     |                                                                       |
| 28-2-2006                                                             | Limassol                                                              | Bielorussia                                                           | 0 – 1                                                                 | Grecia                                                                | Amichevole                                                            | -                                                                     |                                                                       |
| 1-3-2006                                                              | Nicosia                                                               | Grecia                                                                | 2 – 0                                                                 | Kazakistan                                                            | Amichevole                                                            | -                                                                     |                                                                       |
| 25-5-2006                                                             | Melbourne                                                             | Australia                                                             | 1 – 0                                                                 | Grecia                                                                | Amichevole                                                            | -                                                                     |                                                                       |
| 16-8-2006                                                             | Manchester                                                            | Inghilterra                                                           | 4 – 0                                                                 | Grecia                                                                | Amichevole                                                            | -                                                                     |                                                                       |
| 2-9-2006                                                              | Chișinău                                                              | Moldavia                                                              | 0 – 1                                                                 | Grecia                                                                | Qual. Euro 2008                                                       | -                                                                     |                                                                       |
| 7-10-2006                                                             | Il Pireo                                                              | Grecia                                                                | 1 – 0                                                                 | Norvegia                                                              | Qual. Euro 2008                                                       | -                                                                     |                                                                       |
| 11-10-2006                                                            | Zenica                                                                | Bosnia ed Erzegovina                                                  | 0 – 4                                                                 | Grecia                                                                | Qual. Euro 2008                                                       | -                                                                     |                                                                       |
| 15-11-2006                                                            | Saint-Denis                                                           | Francia                                                               | 1 – 0                                                                 | Grecia                                                                | Amichevole                                                            | -                                                                     |                                                                       |
| 6-2-2007                                                              | Londra                                                                | Grecia                                                                | 0 – 1                                                                 | Corea del Sud                                                         | Amichevole                                                            | -                                                                     |                                                                       |
| 24-3-2007                                                             | Il Pireo                                                              | Grecia                                                                | 1 – 4                                                                 | Turchia                                                               | Qual. Euro 2008                                                       | -                                                                     |                                                                       |
| 28-3-2007                                                             | Ta' Qali                                                              | Malta                                                                 | 0 – 1                                                                 | Grecia                                                                | Qual. Euro 2008                                                       | -                                                                     |                                                                       |
| 2-6-2007                                                              | Candia                                                                | Grecia                                                                | 2 – 0                                                                 | Ungheria                                                              | Qual. Euro 2008                                                       | -                                                                     |                                                                       |
| 6-6-2007                                                              | Candia                                                                | Grecia                                                                | 2 – 1                                                                 | Moldavia                                                              | Qual. Euro 2008                                                       | -                                                                     |                                                                       |
| 22-8-2007                                                             | Salonicco                                                             | Grecia                                                                | 2 – 3                                                                 | Spagna                                                                | Amichevole                                                            | -                                                                     |                                                                       |
| 12-9-2007                                                             | Oslo                                                                  | Norvegia                                                              | 2 – 2                                                                 | Grecia                                                                | Qual. Euro 2008                                                       | -                                                                     |                                                                       |
| 13-10-2007                                                            | Atene                                                                 | Grecia                                                                | 3 – 2                                                                 | Bosnia ed Erzegovina                                                  | Qual. Euro 2008                                                       | -                                                                     |                                                                       |
| 17-10-2007                                                            | Istanbul                                                              | Turchia                                                               | 0 – 1                                                                 | Grecia                                                                | Qual. Euro 2008                                                       | -                                                                     |                                                                       |
| 17-11-2007                                                            | Atene                                                                 | Grecia                                                                | 5 – 0                                                                 | Malta                                                                 | Qual. Euro 2008                                                       | -                                                                     |                                                                       |
| 21-11-2007                                                            | Budapest                                                              | Ungheria                                                              | 1 – 2                                                                 | Grecia                                                                | Qual. Euro 2008                                                       | -                                                                     |                                                                       |
| 6-2-2008                                                              | Nicosia                                                               | Finlandia                                                             | 1 – 2                                                                 | Grecia                                                                | Amichevole                                                            | -                                                                     |                                                                       |
| 26-3-2008                                                             | Düsseldorf                                                            | Grecia                                                                | 2 – 1                                                                 | Portogallo                                                            | Amichevole                                                            | 2                                                                     |                                                                       |
| 19-5-2008                                                             | Patrasso                                                              | Grecia                                                                | 2 – 0                                                                 | Cipro                                                                 | Amichevole                                                            | -                                                                     |                                                                       |
| 1-6-2008                                                              | Offenbach am Main                                                     | Grecia                                                                | 0 – 0                                                                 | Armenia                                                               | Amichevole                                                            | -                                                                     |                                                                       |
| 10-6-2008                                                             | Salisburgo                                                            | Grecia                                                                | 0 – 2                                                                 | Svezia                                                                | Euro 2008 - 1º turno                                                  | -                                                                     |                                                                       |
| 14-6-2008                                                             | Salisburgo                                                            | Grecia                                                                | 0 – 1                                                                 | Russia                                                                | Euro 2008 - 1º turno                                                  | -                                                                     |                                                                       |
| 18-6-2008                                                             | Salisburgo                                                            | Grecia                                                                | 1 – 2                                                                 | Spagna                                                                | Euro 2008 - 1º turno                                                  | -                                                                     |                                                                       |
| 20-8-2008                                                             | Bratislava                                                            | Slovacchia                                                            | 0 – 2                                                                 | Grecia                                                                | Amichevole                                                            | -                                                                     |                                                                       |
| 6-9-2008                                                              | Lussemburgo                                                           | Lussemburgo                                                           | 0 – 3                                                                 | Grecia                                                                | Qual. Mondiali 2010                                                   | -                                                                     |                                                                       |
| 10-9-2008                                                             | Riga                                                                  | Lettonia                                                              | 0 – 2                                                                 | Grecia                                                                | Qual. Mondiali 2010                                                   | -                                                                     | cap.                                                                  |
| 15-10-2008                                                            | Il Pireo                                                              | Grecia                                                                | 1 – 2                                                                 | Svizzera                                                              | Qual. Mondiali 2010                                                   | -                                                                     |                                                                       |
| 19-11-2008                                                            | Il Pireo                                                              | Grecia                                                                | 1 – 1                                                                 | Italia                                                                | Amichevole                                                            | -                                                                     |                                                                       |
| 11-2-2009                                                             | Il Pireo                                                              | Grecia                                                                | 1 – 1                                                                 | Danimarca                                                             | Amichevole                                                            | -                                                                     |                                                                       |
| 28-3-2009                                                             | Ramat Gan                                                             | Israele                                                               | 1 – 1                                                                 | Grecia                                                                | Qual. Mondiali 2010                                                   | -                                                                     |                                                                       |
| 1-4-2009                                                              | Candia                                                                | Grecia                                                                | 2 – 1                                                                 | Israele                                                               | Qual. Mondiali 2010                                                   | -                                                                     | cap.                                                                  |
| 12-8-2009                                                             | Bydgoszcz                                                             | Polonia                                                               | 2 – 0                                                                 | Grecia                                                                | Amichevole                                                            | -                                                                     | cap.                                                                  |
| 9-9-2009                                                              | Chișinău                                                              | Moldavia                                                              | 1 – 1                                                                 | Grecia                                                                | Qual. Mondiali 2010                                                   | -                                                                     |                                                                       |
| 10-10-2009                                                            | Atene                                                                 | Grecia                                                                | 5 – 2                                                                 | Lettonia                                                              | Qual. Mondiali 2010                                                   | -                                                                     | cap.                                                                  |
| 14-10-2009                                                            | Atene                                                                 | Grecia                                                                | 2 – 1                                                                 | Lussemburgo                                                           | Qual. Mondiali 2010                                                   | -                                                                     | cap.                                                                  |
| 14-11-2009                                                            | Atene                                                                 | Grecia                                                                | 0 – 0                                                                 | Ucraina                                                               | Qual. Mondiali 2010                                                   | -                                                                     | cap.                                                                  |
| 18-11-2009                                                            | Donec'k                                                               | Ucraina                                                               | 0 – 1                                                                 | Grecia                                                                | Qual. Mondiali 2010                                                   | -                                                                     | cap.                                                                  |
| 3-3-2010                                                              | Volo                                                                  | Grecia                                                                | 0 – 2                                                                 | Senegal                                                               | Amichevole                                                            | -                                                                     | cap.                                                                  |
| 25-5-2010                                                             | Altach                                                                | Corea del Nord                                                        | 2 – 2                                                                 | Grecia                                                                | Amichevole                                                            | -                                                                     | cap.                                                                  |
| 2-6-2010                                                              | Winterthur                                                            | Paraguay                                                              | 2 – 0                                                                 | Grecia                                                                | Amichevole                                                            | -                                                                     |                                                                       |
| 12-6-2010                                                             | Port Elizabeth                                                        | Corea del Sud                                                         | 2 – 0                                                                 | Grecia                                                                | Mondiali 2010 - 1º turno                                              | -                                                                     | cap.                                                                  |
| 17-6-2010                                                             | Bloemfontein                                                          | Nigeria                                                               | 1 – 2                                                                 | Grecia                                                                | Mondiali 2010 - 1º turno                                              | -                                                                     | cap.                                                                  |
| 22-6-2010                                                             | Polokwane                                                             | Argentina                                                             | 2 – 0                                                                 | Grecia                                                                | Mondiali 2010 - 1º turno                                              | -                                                                     | cap.                                                                  |
| 11-8-2010                                                             | Belgrado                                                              | Serbia                                                                | 0 – 1                                                                 | Grecia                                                                | Amichevole                                                            | -                                                                     | cap.                                                                  |
| 3-9-2010                                                              | Il Pireo                                                              | Grecia                                                                | 1 – 1                                                                 | Georgia                                                               | Qual. Euro 2012                                                       | -                                                                     | cap.                                                                  |
| 7-9-2010                                                              | Zagabria                                                              | Croazia                                                               | 0 – 0                                                                 | Grecia                                                                | Qual. Euro 2012                                                       | -                                                                     | cap.                                                                  |
| 8-10-2010                                                             | Il Pireo                                                              | Grecia                                                                | 1 – 0                                                                 | Lettonia                                                              | Qual. Euro 2012                                                       | -                                                                     | cap.                                                                  |
| 12-10-2010                                                            | Il Pireo                                                              | Grecia                                                                | 2 – 1                                                                 | Israele                                                               | Qual. Euro 2012                                                       | 1                                                                     | cap.                                                                  |
| 17-11-2010                                                            | Vienna                                                                | Austria                                                               | 1 – 2                                                                 | Grecia                                                                | Amichevole                                                            | -                                                                     | cap.                                                                  |
| 9-2-2011                                                              | Larissa                                                               | Grecia                                                                | 1 – 0                                                                 | Canada                                                                | Amichevole                                                            | -                                                                     | cap.                                                                  |
| 26-3-2011                                                             | Ta' Qali                                                              | Malta                                                                 | 0 – 1                                                                 | Grecia                                                                | Qual. Euro 2012                                                       | -                                                                     | cap.                                                                  |
| 29-3-2011                                                             | Il Pireo                                                              | Grecia                                                                | 0 – 0                                                                 | Polonia                                                               | Amichevole                                                            | -                                                                     | cap.                                                                  |
| 4-6-2011                                                              | Il Pireo                                                              | Grecia                                                                | 3 – 1                                                                 | Malta                                                                 | Qual. Euro 2012                                                       | -                                                                     | cap.                                                                  |
| 8-6-2011                                                              | New York                                                              | Ecuador                                                               | 1 – 1                                                                 | Grecia                                                                | Amichevole                                                            | -                                                                     |                                                                       |
| 10-8-2011                                                             | Sarajevo                                                              | Bosnia ed Erzegovina                                                  | 0 – 0                                                                 | Grecia                                                                | Amichevole                                                            | -                                                                     | cap.                                                                  |
| 2-9-2011                                                              | Tel Aviv                                                              | Israele                                                               | 0 – 1                                                                 | Grecia                                                                | Qual. Euro 2012                                                       | -                                                                     | cap.                                                                  |
| 6-9-2011                                                              | Riga                                                                  | Lettonia                                                              | 1 – 1                                                                 | Grecia                                                                | Qual. Euro 2012                                                       | -                                                                     | cap.                                                                  |
| 7-10-2011                                                             | Il Pireo                                                              | Grecia                                                                | 2 – 0                                                                 | Croazia                                                               | Qual. Euro 2012                                                       | -                                                                     | cap.                                                                  |
| 11-10-2011                                                            | Tbilisi                                                               | Georgia                                                               | 1 – 2                                                                 | Grecia                                                                | Qual. Euro 2012                                                       | -                                                                     | cap.                                                                  |
| 11-11-2011                                                            | Il Pireo                                                              | Grecia                                                                | 1 – 1                                                                 | Russia                                                                | Amichevole                                                            | -                                                                     | cap.                                                                  |
| 15-11-2011                                                            | Altach                                                                | Grecia                                                                | 1 – 3                                                                 | Romania                                                               | Amichevole                                                            | 1                                                                     | cap.                                                                  |
| 29-2-2012                                                             | Candia                                                                | Grecia                                                                | 1 – 1                                                                 | Belgio                                                                | Amichevole                                                            | -                                                                     |                                                                       |
| 26-5-2012                                                             | Kufstein                                                              | Grecia                                                                | 1 – 1                                                                 | Slovenia                                                              | Amichevole                                                            | -                                                                     | cap.                                                                  |
| 31-5-2012                                                             | Kufstein                                                              | Armenia                                                               | 0 – 1                                                                 | Grecia                                                                | Amichevole                                                            | -                                                                     | cap.                                                                  |
| 8-6-2012                                                              | Varsavia                                                              | Polonia                                                               | 1 – 1                                                                 | Grecia                                                                | Euro 2012 - 1º turno                                                  | -                                                                     | cap.                                                                  |
| 12-6-2012                                                             | Breslavia                                                             | Rep. Ceca                                                             | 2 – 1                                                                 | Grecia                                                                | Euro 2012 - 1º turno                                                  | -                                                                     | cap.                                                                  |
| 16-6-2012                                                             | Varsavia                                                              | Grecia                                                                | 1 – 0                                                                 | Russia                                                                | Euro 2012 - 1º turno                                                  | 1                                                                     | cap.                                                                  |
| 12-10-2012                                                            | Il Pireo                                                              | Grecia                                                                | 0 – 0                                                                 | Bosnia ed Erzegovina                                                  | Qual. Mondiali 2014                                                   | -                                                                     |                                                                       |
| 16-10-2012                                                            | Bratislava                                                            | Slovacchia                                                            | 0 – 1                                                                 | Grecia                                                                | Qual. Mondiali 2014                                                   | -                                                                     |                                                                       |
| 6-2-2013                                                              | Il Pireo                                                              | Grecia                                                                | 0 – 0                                                                 | Svizzera                                                              | Amichevole                                                            | -                                                                     | cap.                                                                  |
| 22-3-2013                                                             | Zenica                                                                | Bosnia ed Erzegovina                                                  | 3 – 1                                                                 | Grecia                                                                | Qual. Mondiali 2014                                                   | -                                                                     | cap.                                                                  |
| 7-6-2013                                                              | Vilnius                                                               | Lituania                                                              | 0 – 1                                                                 | Grecia                                                                | Qual. Mondiali 2014                                                   | -                                                                     | cap.                                                                  |
| 6-9-2013                                                              | Vaduz                                                                 | Liechtenstein                                                         | 0 – 1                                                                 | Grecia                                                                | Qual. Mondiali 2014                                                   | -                                                                     |                                                                       |
| 10-9-2013                                                             | Il Pireo                                                              | Grecia                                                                | 1 – 0                                                                 | Lettonia                                                              | Qual. Mondiali 2014                                                   | -                                                                     |                                                                       |
| 11-10-2013                                                            | Il Pireo                                                              | Grecia                                                                | 1 – 0                                                                 | Slovacchia                                                            | Qual. Mondiali 2014                                                   | -                                                                     |                                                                       |
| 15-10-2013                                                            | Il Pireo                                                              | Grecia                                                                | 2 – 0                                                                 | Liechtenstein                                                         | Qual. Mondiali 2014                                                   | 1                                                                     | cap.                                                                  |
| 15-11-2013                                                            | Il Pireo                                                              | Grecia                                                                | 3 – 1                                                                 | Romania                                                               | Qual. Mondiali 2014                                                   | -                                                                     |                                                                       |
| 19-11-2013                                                            | Bucarest                                                              | Romania                                                               | 1 – 1                                                                 | Grecia                                                                | Qual. Mondiali 2014                                                   | -                                                                     | cap.                                                                  |
| 5-3-2014                                                              | Il Pireo                                                              | Grecia                                                                | 0 – 2                                                                 | Corea del Sud                                                         | Amichevole                                                            | -                                                                     |                                                                       |
| 31-5-2014                                                             | Oeiras                                                                | Portogallo                                                            | 0 – 0                                                                 | Grecia                                                                | Amichevole                                                            | -                                                                     |                                                                       |
| 3-6-2014                                                              | Chester                                                               | Nigeria                                                               | 0 – 0                                                                 | Grecia                                                                | Amichevole                                                            | -                                                                     | cap.                                                                  |
| 6-6-2014                                                              | Harrison                                                              | Grecia                                                                | 2 – 1                                                                 | Bolivia                                                               | Amichevole                                                            | -                                                                     |                                                                       |
| 14-6-2014                                                             | Belo Horizonte                                                        | Colombia                                                              | 3 – 0                                                                 | Grecia                                                                | Mondiali 2014 - 1º turno                                              | -                                                                     |                                                                       |
| 19-6-2014                                                             | Natal                                                                 | Giappone                                                              | 0 – 0                                                                 | Grecia                                                                | Mondiali 2014 - 1º turno                                              | -                                                                     |                                                                       |
| 24-6-2014                                                             | Fortaleza                                                             | Grecia                                                                | 2 – 1                                                                 | Costa d'Avorio                                                        | Mondiali 2014 - 1º turno                                              | -                                                                     | cap.                                                                  |
| 29-6-2014                                                             | Recife                                                                | Grecia                                                                | 1 – 1 dts (3 – 5 dtr)                                                 | Costa Rica                                                            | Mondiali 2014 - Ottavi di finale                                      | -                                                                     | cap.                                                                  |
| Totale                                                                |                                                                       | Presenze (1º posto)                                                   | 139                                                                   |                                                                       | Reti                                                                  | 10                                                                    |                                                                       |

## Palmarès

### Club
- Campionato greco: 2

Panathinaikos: 1995-1996, 2009-2010
- Coppa di Grecia: 1

Panathinaikos: 2009-2010
- Coppa Italia: 1

Inter: 2004-2005
- Supercoppa di Portogallo: 1

Benfica: 2005

### Nazionale
- Campionato d'Europa: 1

2004